# Toni Martínez
 Antonio "Toni" Martínez López (Barrio del Progreso, 30 de junho de 1997) é um futebolista espanhol que atua como ponta-de-lança. Atualmente joga no Alavés. 
Representou internacionalmente Espanha nos escalões jovens.
Martínez começou a sua carreira profissional no Valencia Mestalla, antes de se juntar ao West Ham em 2016. Foi emprestado a vários clubes ingleses e espanhóis, tendo posteriormente assinado pelo Famalicão em 2019. No ano seguinte, foi contratado pelo Porto.

## Carreira Clubística

### Valencia Mestalla
Nascido em Barrio del Progreso, na região de Murcia, Martínez começou a sua carreira futebolística no clube local CFS El Progreso, juntando-se mais tarde ao Real Murcia. Em 2013, assinou pelo Valencia.
Na formação do Valencia, Martínez começou na equipa do escalão Cadete A (jogadores de 14–15 anos), mas foi rapidamente promovido à equipa de reservas - Valencia Mestalla (Valencia B). Toni fez a sua estreia como sénior na Segunda División B (3ª divisão espanhola) aos 16 anos, entrando como suplente e marcando contra o AE Prat, a 8 de dezembro de 2013.
Em três temporadas no Valencia Mestalla, Martínez marcou 2 golos em 16 jogos. Para além disso, marcou 1 golo e fez 3 assistências em 8 jogos pelos Sub-19 do Valencia na Youth League.

### West Ham

#### 2016–17: Contratação e empréstimo ao Oxford
Em abril de 2016, Martínez assinou um contrato de 3 anos com o clube inglês West Ham United. A transferência foi oficializada a 1 de julho por um valor a rondar os 2,4 milhões de libras. Inicialmente, Toni foi integrado na equipa Sub-21 dos Hammers. Na temporada 2016–17, foi-lhe atribuída a camisola 29.
Na sua estreia na Premier League 2, frente ao Stoke City, Martínez marcou numa vitória por 3–0. Após marcar 7 golos em 7 jogos pelos Sub-23 do West Ham na primeira metade da época, Toni sofreu duas lesões sequenciais - a primeira deixou-o afastado dos relvados por 6 semanas, com regresso programado para 21 de novembro, mas depois sofreu a segunda lesão. Após eventualmente recuperar, manteve a sua boa forma finalizadora, chegando a janeiro de 2017 com 12 golos em 11 jogos.
A 23 de janeiro de 2017, Martínez foi emprestado pela primeira vez na sua carreira, ao Oxford United, da League One (3ª divisão inglesa), até o final da temporada 2016–17. Foi-lhe atribuída a camisola 7. A 28 de janeiro, Martínez entrou como suplente e marcou o seu primeiro golo pelo Oxford, numa vitória por 3–0 sobre o Newcastle United, na 4ª ronda da Taça de Inglaterra. A 5 de fevereiro, estreou-se no campeonato, numa vitória por 2–1 sobre os rivais locais Swindon Town. A 7 de março marcou pela primeira vez na League One, um "golo de honra" tardio numa derrota por 3–2 frente ao líder do campeonato Sheffield United.

#### 2017–18: Estreia pelo West Ham e empréstimo ao Valladolid
A 7 de janeiro de 2018, Martínez estreou-se pelo West Ham, substituindo Javier Hernández aos 71 minutos de jogo num empate por 0–0 frente ao Shrewsbury Town, na 3ª ronda da Taça de Inglaterra. A 1 de fevereiro, Toni foi emprestado ao Real Valladolid, da Segunda Divisão Espanhola, até ao fim da temporada 2017-18. Martínez marcou 1 golo em 10 jogos pelo clube, que conquistou a subida à La Liga nos play-offs.

#### 2018–19: Empréstimos ao Rayo Majadahonda e Lugo
A 13 de agosto de 2018, Martínez foi emprestado ao CF Rayo Majadahonda, da Segunda Divisão Espanhola, até ao fim da temporada 2018–19. Seis dias depois estreou-se pelo clube, no primeiro jogo da época, contra o Real Zaragoza. Foi o primeiro jogo da história do Majadahonda nesta divisão. Entrando como suplente na segunda parte, Toni marcou o primeiro golo na Segunda Divisão da história do clube, mas o Majadahonda acabou derrotado por 2–1.
A 18 de janeiro de 2019, Martínez rescindiu o seu empréstimo ao Majadahonda e mudou-se para o CD Lugo, da mesma divisão, até ao fim da temporada. Oito dias depois, na sua estreia pelo clube, marcou numa vitória por 3–2 sobre o seu ex-clube, Majadahonda.
A 1 de julho de 2019, o contrato de Martínez com o West Ham expirou, e o ponta-de-lança foi dispensado pelo clube inglês.

### Famalicão
A 22 de julho de 2019, Martínez assinou pelo clube português FC Famalicão por 3 anos. A 3 de agosto, estreou-se pela equipa na 1ª eliminatória da Taça da Liga, substituindo Pedro Gonçalves aos 59 minutos de uma derrota por 2–0 para o Covilhã. Uma semana depois, no primeiro jogo do Famalicão na Primeira Liga em 25 anos, marcou o primeiro golo da equipa na temporada, numa vitória por 2–0 sobre o Santa Clara.
Na Taça de Portugal, Martínez marcou 4 golos em 5 jogos consecutivos. Tal ajudou o Famalicão a atingir as meias-finais do torneio pela primeira vez desde 1946. Nessa fase, em fevereiro de 2020, foram eliminados por 4–3 (resultado agregado) pelo Benfica, com Toni a marcar em ambas as mãos.

### Porto
A 4 de outubro de 2020, Martínez assinou um contrato de 5 anos pelo Futebol Clube do Porto.
A 21 de novembro, Martínez estreou-se a marcar pelo Porto, com um golo de bicicleta numa vitória por 2–0 sobre o Fabril, para a Taça de Portugal.
A 23 de dezembro, venceu o seu primeiro troféu, a Supertaça Cândido de Oliveira de 2020, entrando como suplente no último minuto de uma vitória por 2–0 sobre o rival Benfica.
A 3 de janeiro de 2021, Martínez marcou o seu primeiro golo no campeonato pelo Porto, numa vitória por 3–0 sobre o Moreirense. A 14 de fevereiro, jogou pelo Porto B na Segunda Liga, marcando aos 5 minutos de jogo numa derrota por 2–1 frente ao Oliveirense.
A 15 de agosto de 2021, Martínez bisou no seu regresso a Famalicão, com o Porto a vencer por 2 1. A 11 de setembro, Toni foi expulso num empate por 1–1 contra o Sporting CP, devido a uma falta sobre Sebastián Coates. A 17 de fevereiro de 2022, Martínez bisou numa vitória por 2–1 sobre a Lazio, nos oitavos-de-final da Liga Europa - torneio no qual jogou com mais frequência, pois o treinador Sérgio Conceição deu prioridade a outros jogadores no campeonato.

### Alavés
Em 27 de agosto de 2024 assinou com o Alavés, até 2028.

## Carreira Internacional
Martínez fez quatro jogos pela Seleção Sub-17 de Espanha, estreando-se a 22 de janeiro de 2014 frente a Itália. 
Em 2015, foi convocado pela Seleção Sub-19 de Espanha para o Campeonato Europeu Sub-19 de 2015, realizado na Grécia. 

## Estatísticas de Carreira
- Atualizado até 4 de junho de 2023

| Clube                   | Temporada    | Campeonato         | Campeonato | Campeonato | Taça  | Taça  | Taça da Liga | Taça da Liga | Competições Europeias | Competições Europeias | Outros | Outros | Total | Total |
| Clube                   | Temporada    | Divisão            | Jogos      | Golos      | Jogos | Golos | Jogos        | Golos        | Jogos                 | Golos                 | Jogos  | Golos  | Jogos | Golos |
| ----------------------- | ------------ | ------------------ | ---------- | ---------- | ----- | ----- | ------------ | ------------ | --------------------- | --------------------- | ------ | ------ | ----- | ----- |
| Valencia Mestalla       | 2013–14      | Segunda División B | 5          | 1          | —     | —     | —            | —            | —                     | —                     | —      | —      | 5     | 1     |
| Valencia Mestalla       | 2014–15      | Segunda División B | 8          | 1          | —     | —     | —            | —            | —                     | —                     | —      | —      | 8     | 1     |
| Valencia Mestalla       | 2015–16      | Segunda División B | 3          | 0          | —     | —     | —            | —            | —                     | —                     | —      | —      | 3     | 0     |
| Valencia Mestalla       | Total        | Total              | 16         | 2          | —     | —     | —            | —            | —                     | —                     | —      | —      | 16    | 2     |
| West Ham United         | 2016–17      | Premier League     | 0          | 0          | 0     | 0     | 0            | 0            | —                     | —                     | —      | —      | 0     | 0     |
| West Ham United         | 2017–18      | Premier League     | 0          | 0          | 3     | 0     | 0            | 0            | —                     | —                     | —      | —      | 3     | 0     |
| West Ham United         | Total        | Total              | 0          | 0          | 3     | 0     | 0            | 0            | —                     | —                     | —      | —      | 3     | 0     |
| West Ham United Sub-23  | 2016–17      | —                  | —          | —          | —     | —     | —            | —            | —                     | —                     | 1      | 2      | 1     | 2     |
| West Ham United Sub-23  | 2017–18      | —                  | —          | —          | —     | —     | —            | —            | —                     | —                     | 3      | 2      | 3     | 2     |
| West Ham United Sub-23  | Total        | Total              | —          | —          | —     | —     | —            | —            | —                     | —                     | 4      | 4      | 4     | 4     |
| Oxford United (emp.)    | 2016–17      | League One         | 15         | 1          | 2     | 2     | 0            | 0            | —                     | —                     | 0      | 0      | 17    | 3     |
| Real Valladolid (emp.)  | 2017–18      | Segunda División   | 10         | 1          | 0     | 0     | —            | —            | —                     | —                     | 1      | 0      | 11    | 1     |
| Rayo Majadahonda (emp.) | 2018–19      | Segunda División   | 15         | 2          | 2     | 0     | —            | —            | —                     | —                     | —      | —      | 17    | 2     |
| Lugo (emp.)             | 2018–19      | Segunda División   | 13         | 1          | —     | —     | —            | —            | —                     | —                     | —      | —      | 13    | 1     |
| Famalicão               | 2019–20      | Primeira Liga      | 32         | 10         | 5     | 4     | 1            | 0            | —                     | —                     | —      | —      | 38    | 14    |
| Famalicão               | 2020–21      | Primeira Liga      | 1          | 0          | 0     | 0     | 0            | 0            | —                     | —                     | —      | —      | 1     | 0     |
| Famalicão               | Total        | Total              | 33         | 10         | 5     | 4     | 1            | 0            | —                     | —                     | —      | —      | 39    | 14    |
| Porto                   | 2020–21      | Primeira Liga      | 18         | 7          | 3     | 1     | 2            | 0            | 3                     | 0                     | 1      | 0      | 27    | 8     |
| Porto                   | 2021–22      | Primeira Liga      | 19         | 3          | 5     | 2     | 2            | 0            | 10                    | 2                     | —      | —      | 36    | 7     |
| Porto                   | 2022–23      | Primeira Liga      | 16         | 2          | 3     | 5     | 4            | 2            | 6                     | 0                     | 1      | 0      | 30    | 9     |
| Porto                   | Total        | Total              | 53         | 12         | 11    | 6     | 8            | 2            | 19                    | 2                     | 2      | 0      | 93    | 24    |
| Career total            | Career total | Career total       | 157        | 31         | 23    | 14    | 9            | 2            | 19                    | 2                     | 7      | 4      | 215   | 53    |

1. ↑  Inclui FA Cup, Copa del Rey, Taça de Portugal
2. ↑  Inclui Taça da Liga
3. 1 2  Jogo (s) no EFL Trophy
4. ↑  Jogo nos play-offs da Segunda División
5. 1 2  Jogos na Liga dos Campeões
6. 1 2  Jogo na Supertaça Cândido de Oliveira
7. ↑  6 jogos na Liga dos Campeões, 4 jogos e 2 golos na Liga Europa

## Títulos
Porto
- Primeira Liga: 2021–22
- Taça de Portugal: 2021–22, 2022–23
- Taça da Liga: 2022–23[38]
- Supertaça Cândido de Oliveira: 2020,[30] 2022, 2024

Individuais
- Avanço do Mês da Primeira Liga: agosto de 2021